# Endomitosi
L'Endomitosi és la replicació cromosòmica que no passa amb divisió nuclear o citoplàsmica.
Un dels exemples d'aquesta endomitosi, és l'aparició dels anomenats cromosomes politènics que es troben a les glàndules salivals d'alguns dípters.
Algunes cèl·lules són naturalment poliploides, ja que no presenten còpies addicionals de la seva dotació cromosòmica completa per haver passat per rondes extra de duplicació de l'ADN abans de la divisió cel·lular.